# C-1/S-1草案
C-1草案和S-1草案（英語：Bills C-1 and S-1）是加拿大國會每年於國會開幕大典御座致辭後立即提出的草案。C-1草案會在眾議院提出，而S-1草案會在參議院提出。
與英國國會一樣，提出這些草案的目的是彰顯加拿大國會辯論時沒有受到君主干預或影響的傳統。
由於這些草案只是帶有禮節性的草案，所以這兩條草案是沒有可能成為法律的，而草案裡亦只有提及國會議事並不會受到君主干預或影響的傳統。

## 歷史
於國會開幕大典御座致辭後提出另外一些草案以作討論的傳統是由英國下議院於1558年開始的。由於加拿大曾經是英國殖民地（到了現在，加拿大依然是英聯邦王國之一），所以承傳了英國政治傳統。
在英國或者加拿大，首先提出這些草案的原因是宣示國會有權在不受到君主干預或影響的情況下，自己決定如何處理自己需要處理的事務。
英國國會原先會提出一些真正具有法律影響的法律草案，但於1727年就開始使用只具有禮節性而沒有實質意義或意思的草案，直到現在。
在英國，C-1草案於下議院的同等草案是「被剝奪公民權人士草案」（Outlawries Bill），而S-1草案於上議院的的同等草案是「教區委員會草案」（Select Vestries Bill）。

## 草案的正式名稱
C-1草案的正式名稱是「管理就職宣誓法案」（英語：An Act respecting the Administration of Oaths of Office，法語：Loi concernant la prestation de serments d'office），而S-1草案的正式名稱是「與鐵路有關的法案」（英語：An Act relating to Railways，法語：Loi concernant les chemins de fer)。